# Valeria Barsova
Valeria Vladimirovna Barsova (Russisch: Вале́рия Влади́мировна Ба́рсова) (Astrachan, 13 juni 1892 – Sotsji, 13 december 1967),was een Russische operazangeres. Ze was een van de leidende coloratuursopranen van de eerste helft van de 20e eeuw in Rusland. Ze kreeg de eretitel van Volksartiest van de Sovjet-Unie.

## Biografie
Valeria Barsova studeerde eerst piano bij de Estse componist Artur Kapp. Daarna studeerde ze zang aan het Conservatorium van Moskou bij Mazetti. In 1915 zong ze in een cabaret in Moskou toen ze werd opgemerkt door Sergei Zimin, directeur van de Zimin-Opera, waar ze in 1917 haar operadebuut maakte als Gilda in Rigoletto. Andere rollen in dit theater waren onder meer Susanna in Le nozze di Figaro, Constance in Die Entführung aus dem Serail, Rosina in Il barbiere di Siviglia, de vier heldinnen in Les contes d'Hoffmann en Nedda in Pagliacci.
In 1919 zong ze Rosina als lastminute-vervanger van prima-donna Antonina Nezhdanova, in het Hermitagetheater in Sint-Petersburg, tegenover Fjodor Sjaljapin. Daarna trad ze op in het Stanislavski en Nemirovich-Danchenkotheater, in de rol van Clairette in La fille de Madame Angot.
Uiteindelijk maakte ze haar debuut in het Bolsjojtheater in 1920, waar ze tot 1948 tijdens alle seizoenen zou zingen. Naast Italiaanse en Franse rollen als Gilda, Violetta, Mimì, Butterfly, Juliette en Manon, blonk ze ook uit in Russische opera's, met vrouwelijke hoofdrollen in werken als Ruslan en Lyudmila, Sneeuwmeisje, Een leven voor de tsaar, Sadko, Schoppenvrouw en De gouden haan. In 1929 zong ze tijdens een concert in Berlijn en maakte ze een tournee door Polen.
Nadat ze met pensioen was gegaan, gaf ze van 1950 tot 1953 les aan het conservatorium van Moskou. Ze ging met pensioen in Sotsji aan de Zwarte Zee waar ze op 75-jarige leeftijd stierf.

## Nagedachtenis
In 1985 werd een inslagkrater op de planeet Venus naar haar vernoemd.
- Bibliothèque nationale de France: cb13988223x (data)
- Gemeinsame Normdatei: 135467225
- International Standard Name Identifier: 0000 0000 5518 395X
- Library of Congress Control Number: n88618433
- Nationale Bibliotheek van Letland: 000307687
- MusicBrainz: 002d9c4f-c17c-4f08-9de6-e0a1c7bf4ae8
- Nationale Bibliotheek van Tsjechië: xx0166191
- Nationale Bibliotheek van Polen: a0000003034837
- Réseau des bibliothèques de Suisse occidentale: 02-A022721774
- Virtual International Authority File: 54341809
- WorldCat: E39PBJq6WXRT83qqkc4RqJmfMP